# EP Большой Медведицы
EP Большой Медведицы (лат. EP Ursae Majoris), HD 96707 — одиночная переменная звезда в созвездии Большой Медведицы на расстоянии приблизительно 356 световых лет (около 109 парсеков) от Солнца. Видимая звёздная величина звезды — от +6,07m до +6,06m.

## Характеристики
EP Большой Медведицы — белый субгигант, вращающаяся переменная звезда типа Альфы² Гончих Псов (ACVO) спектрального класса A7IVpSr.